# 位相速度

位相速度は周期的な波の速度と見ることができる。赤点は位相速度で移動しているが、円周上の1点の移動でもあり、特定の位相（特定の円周位置）、この場合は波の頂上の赤点によって位相速度を直線上の移動として示している。

位相速度（いそうそくど、英語: phase velocity）は、位相、すなわち波の山や谷の特定の位置が移動する速度のことである。
速度は多くの場合、直線を移動する速さ、すなわち単位時間当たりに進んだ距離を表す。
位相速度は円の外周の1点がどれだけの速度で移動するかを表す。定位置で回転する円の外周の1点の高さだけに注目するとそれは上下することとなるが、その上下の状態を縦軸とし、横軸を時間軸とするとその1点は正弦波で表される。円周上の1点は正弦波の波一つの山であったり、谷であったりする。
位相速度はその1点の外周での移動速度を表し、その円が回転して直線を移動するなら、位相速度は直線での移動速度と言える。
これとよく似た日常で見かけるわかりやすい例として、「いも虫の歩行」がある。
歩行しているいも虫を見ると波打たせながら歩行している。上か横から見ると「こぶ」が波打っている。「こぶ」の波打ちが位相速度、いも虫そのものの移動が群速度と考えると理解しやすい。
正弦波である波動を起こす回転物の角速度（または角周波数）を ω（ラジアン毎秒（rad/s)) とし、車輪の様に回転し外周で1秒間に移動した距離（長さ）における位相の進行度合でこれを波数 k（rad/m）と呼び、1点の円周上の移動速度、すなわち位相速度は{\displaystyle {\boldsymbol {v}}_{\mathrm {p} }}（m/s）で表される；
{\displaystyle {\boldsymbol {v}}_{\mathrm {p} }={\frac {\omega }{\boldsymbol {k}}}}

## 角速度
角速度は円の大きさを問わない物の回転速度をラジアンで表す。位相速度は或る大きさを持つ回転物の、特定の位相の位置の単位時間での移動距離を速度として表す。
分散がない場合、位相速度は群速度 と一致する。